# Mariano Pierbenedetti
Mariano Pierbenedetti (ur. w 1538 w Camerino, zm. 21 stycznia 1611 w Rzymie) – włoski kardynał.

## Życiorys
Urodził się w 1538 roku w Camerino, jako syn Carla Pierbenedettiego i Catariny Meluzi. Studiował na Collegio Romano, gdzie uzyskał doktoraty z filozofii i teologii. 30 stycznia 1577 roku został wybrany biskupem Martirano. W 1585 roku przyjechał do Rzymu, na wezwanie papieża i został gubenratorem miasta i wicekamerlingiem. 20 grudnia 1589 roku został kreowany kardynałem prezbiterem i otrzymał kościół tytularny SS. Marcellino e Pietro. Po około dwóch latach zrezygnował z zarządzania diecezją. Otrzymał propozycję zostania biskupem Viterbo, Fermo, Vicenzy lub Benewentu, lecz odmówił. Został za to powołany na funkcję prefekta Świętej Konsulty. 28 maja 1608 roku został podniesiony do rangi kardynała biskupa i otrzymał diecezję suburbikarną Frascati. Zmarł 21 stycznia 1611 roku w Rzymie.